# 埃根贝格啤酒厂

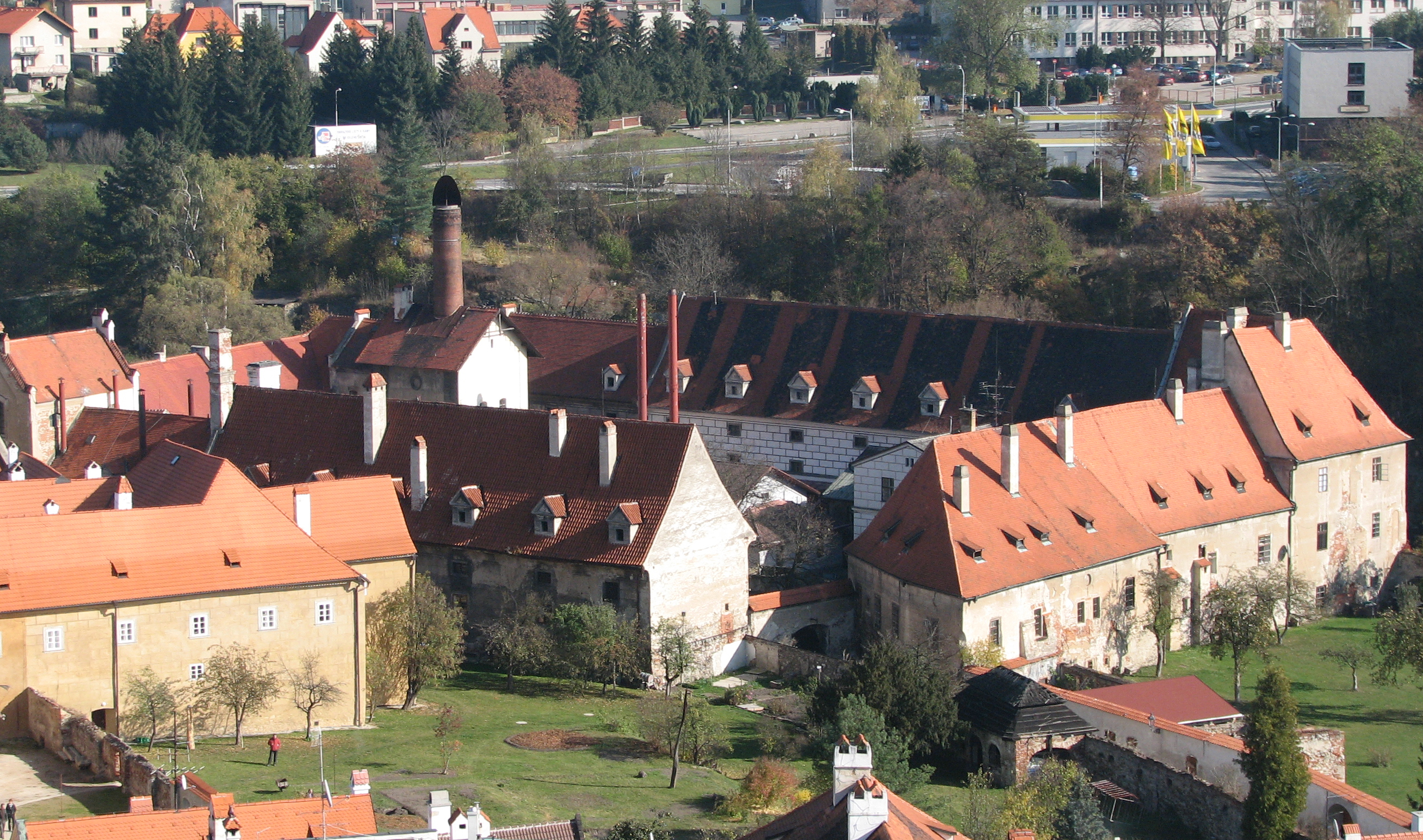

埃根贝格啤酒厂（Pivovar Eggenberg）是捷克共和国捷克克鲁姆洛夫的一家啤酒厂。
捷克克鲁姆洛夫的酿酒历史可以追溯到1336 年。1522年，罗森堡家族在该镇收购了一家啤酒厂，于1625年至1630年将其搬迁到现在的位置。1611年罗森堡家族男性绝嗣，1622年将领地授予埃根堡家族，1628年，汉斯·乌尔里希·冯·埃根堡被斐迪南二世封为克鲁毛公爵。因此，埃根伯格家族获得了利润丰厚的领地，包括捷克克鲁姆洛夫城堡和啤酒厂。埃根伯格家族拥有该领地， 一直到1717 年，埃根伯格家族的最后一位男性继承人在 13 岁时去世，此后该领地和埃根伯格在波西米亚的财产传给了施瓦岑贝格家族。后者从1719 年开始对啤酒厂进行现代化改造，并以 巴洛克建筑风格对其进行装饰。
在施瓦岑贝格家族拥有期间，啤酒厂的设备和机器一直保持最新状态。在此期间产量急剧增加，在 19 世纪末达到近 35.000hl。
1940年，啤酒厂被 纳粹德国 没收，施瓦岑贝格在 第三帝国范围内的所有其他财产也被没收。
第二次世界大战 之后，贝内斯领导下的捷克斯洛伐克政府继续征用该厂。它首先宣布对施瓦岑贝格的捷克财产进行国家管理，然后试图根据所谓的贝内斯法令没收这些财产。然而，由于业主拥有无可挑剔的反法西斯证书和捷克斯洛伐克公民身份，不可能对其没收。为了防止归还财产，于1947年专门颁布了 143/1947 号法律。这条法律专门针对阿道夫·施瓦岑贝格，在没有正当理由、解释或赔偿的情况下剥夺了他的财产权。143/1947 号法律的适用仍然存在争议，因为它违反了当时有效的 1920 年捷克斯洛伐克宪法。针对先前根据总统令进行的没收的上诉正在审理中。
1991年9月，该啤酒厂私有化，以7500万捷克斯洛伐克克朗的价格，拍卖给了伊日·什尔贝尼（Jiří Shrbený）和弗朗蒂谢克·姆拉泽克（František Mrázek）。2006 年，姆拉泽克在不明情况下遭谋杀。2008 年 5 月 16 日，法官 Josef Šimek 宣布埃根贝格啤酒厂破产，五天后法官 Bohuslav Petr 任命了破产管理人 Štěpán Bláha。2014 年，该啤酒厂关闭，此后，埃根贝格品牌的啤酒一直在 Pardubice 啤酒厂酿造。
2016 年，新的精酿啤酒厂在老啤酒厂的旧址上建立。啤酒厂的其余部分正在改建为啤酒博物馆和酒店。